# L. G. Bass
L. G. Bass ist das Pseudonym von Laura Geringer (* 23. Februar 1948 in New York City), einer amerikanischen Herausgeberin und Autorin von Kinder- und Jugendbüchern.

## Leben
Sie war Lehrerin und Journalistin, bevor sie sich dem Schreiben widmete. Sie hat sich mit asiatischer Kampfkunst befasst und ist ein großer Fan von Kung-Fu-Filmen. L.G. Bass lebt mit ihrem Mann und ihren beiden Söhnen in New York City. Ihre langjährige Liebe zur chinesischen Mythologie und Weisheit inspirierte sie dazu, Bücher zu dieser Thematik zu schreiben. In deutscher Sprache liegt von ihr nur das Buch Im Zeichen des Qin aus dem Jahr 2005 vor.